# Giovanni Costanzo Caracciolo
Giovanni Costanzo Caracciolo (Cartagena das Índias, 19 de dezembro de 1715 - Roma, 22 de setembro de 1780) foi um cardeal do século XVIII

## Biografia
Nasceu em Cartagena das Índias em 19 de dezembro de 1715, no mar, enquanto seus pais viajavam para Cartagena das Índias; sua mãe morreu ao dar à luz. De família nobre. Pertenceu ao ramo Santobono da família. Décimo quarto filho de Carmine Niccolò Caracciolo , príncipe de Santobono, vice-rei do Peru, e Costanza Ruffo, dos duques de Bagnara. Pelos casamentos de seus irmãos, ele se tornou parente das casas de Boncompagni-Ludovisi, Colonna di Stigliano e Piccolomini d'Aragona. Sobrinho do cardeal Antonio Maria Ruffo (1743), por parte de mãe. Tio do cardeal Nicola Colonna di Stigliano (1785), por parte de mãe. Outros cardeais da família foram Marino Caracciolo (1535); Innico Caracciolo,sênior (1666); Innico Caracciolo, Jr (1715); Nicolò Caracciolo (1715); Diego Innico Caracciolo (1800); e Filippo Giudice Caracciolo, Orat. (1833).
Estudou em Nápoles.
Retornou com seu pai para a Espanha e lá viveu até a morte deste último em 1726. Capacete papal em 1736 para trazer o barrete vermelho ao cardeal Luis Antonio Jaime de Borbón y Farnesio. Prelado doméstico de Sua Santidade, 1736. Prelado da Consistorial de SC. Secretário da Congregação da Fábrica da basílica de São Pedro, dezembro de 1740. Referendário dos Tribunais da Assinatura Apostólica da Justiça e da Graça, 26 de janeiro de 1741. Vigário de S. Lorenzo em Damaso, 1741. Clérigo da Câmara Apostólica , 1742-1753. Presidente delle Acque , setembro de 1743-1747; e delle Ripe , dezembro de 1743-1747. Comissário geral Marittimae , abril de 1747; tomou posse em maio de 1748; ocupou o cargo até 1753. Governador deCastel Sant'Angelo , Roma, 1752. Auditor geral da Câmara Apostólica, 26 de novembro de 1753, substituindo monsenhor Flavio Chigi, promovido a cardinalato.
Criado cardeal diácono no consistório de 24 de setembro de 1759; recebeu o chapéu vermelho em 27 de setembro de 1759; e a diaconia de S. Cesareo em Palatio, 19 de novembro de 1759. Recebeu as ordens menores em 20 de abril de 1760; o subdiaconado em 27 de abril de 1760; e o diaconato em 25 de maio de 1760. Prefeito do Tribunal da Assinatura Apostólica da Graça de maio de 1765 até sua morte. Participou do conclave de 1769, que elegeu o Papa Clemente XIV. Optou pela diaconia de S. Eustáquio, em 12 de dezembro de 1770. Membro da SS. CC. da Sagrada Consulta , Bispos e Regulares, Conselho Tridentino, Bom Governo, Imunidade Eclesiástica, Reverendo Fabrico da basílica de São Pedro, Avignon e Lauretana. Protetor da Ordem da Santíssima Trindade, 23 de julho de 1760; da Ordem dos Pregadores (Dominicanos), 22 de dezembro de 1770; da Pontifícia Academia dos Nobres Eclesiásticos; das Congregações Urbana de S. Ivo; de várias arquiconfaternidades; da cidade de Ascoli; e de vários lugares nos Estados Pontifícios. Participou do conclave de 1774-1775, que elegeu o Papa Pio VI. Ele substituiu, temporariamente, o cardeal Francesco Carafa della Spina di Traetto como prefeito da SC de Bispos e Regulares quando este foi nomeado legado em Ferrara em 1778.
Morreu em Roma em 22 de setembro de 1780. Exposto na igreja de S. Lorenzo em Lucina, Roma, onde se realizou o funeral; e transferido em particular para e enterrado em sua diaconia, S. Eustachio.